# بيتر شيندلر
بيتر شيندلر (بالألمانية: Peter Schindler)‏ هو واضع كلمات الأوبرا وعازف بيانو وكاتب أغاني وملحن ألماني، ولد في 26 أبريل 1960 في آلتنشتايغ في ألمانيا.

## وصلات خارجية
- الموقع الرسمي
- بيتر شيندلر على موقع ميوزك برينز (الإنجليزية)
- بيتر شيندلر على موقع أول ميوزيك (الإنجليزية)
- بيتر شيندلر على موقع ديسكوغز (الإنجليزية)